# Liste des empereurs songhaï
Pour les articles homonymes, voir Songhaï.
 (mai 2025).
Si vous disposez d'ouvrages ou d'articles de référence ou si vous connaissez des sites web de qualité traitant du thème abordé ici, merci de compléter l'article en donnant les références utiles à sa vérifiabilité et en les liant à la section « Notes et références ».
Trente-et-un souverains auraient précédé la fondation de l'Empire songhaï par le chef berbère mythique Za el-Ayamen au VIIe siècle et ayant pour capitale Gao au Mali.

## Origine
- Za el-Ayamen : 750
- Zakoi : ????-????
- Takoi, appelé aussi Takay : ????- ????
- Akoi, appelé aussi Mata-Kay : ????-????
- Ku : ????-????
- Ali-Fay : ????-????
- Biyu-Kumoy : ????-????
- Biyu : ????-????
- Za-Kuroy : ????-????
- Yama-Karaway : ????-????
- Yama : ????-????
- Yama-Danka-Kiba'u : ????-????
- Kukuray : ????-????
- Kinkin : ????-????
- Kusoy Muslim Dam : années 1000
- Han-Kuz-Wanku-Dam : ????-????
- Biyu-Ki-Kima : ????-????
- Nintasanay : ????-????
- Biyu-Kayna-Kinba : ????-????
- Kayna-Shanyunbu : ????-????
- Tib : ????-????
- Yama-Dad : ????-????
- Fadazu : ????-????
- 'Ali-Kuru : ????-????
- Bir-Fuluku : ????-????
- Yasiboy : ????-????
- Duru : ????-????
- Zenku-Baru : ????-????
- Bisi-Baru : ????-????
- Bada : ????-????
- Bisi Baro Ber : 1150
- un nombre inconnu de souverains entre : 1150 et 1275

## Domination malienne
À partir de 1275, domination de l'empire du Mali, cette période est dite celle de la vassalisation. Les rois étaient appelés Sunni ou Sonni ce qui signifierait remplacement. Les rois ont continué à régner jusqu'à l'indépendance de l'empire malien.
- Sonni Ali Kolon : vers 1275
- Sonni Salman Nari : ????-????
- Sonni Ibrahim Kabyao : ????-????
- Sonni Uthman Gifo Kanafa : vers 1320
- Sonni Bar-Kayna-Ankabi : ????-????
- Sonni Musa : ????-????
- Sonni Bakr Zanku : ????-????
- Sonni Bakr Dala-Buyunbu : ????-????
- Sonni Mar-Kiray : ????-????
- Sonni Muhammad Da'u : ????-????
- Sonni Muhammad Kukiya : vers 1375
- Sonni Muhammad Fari : ????-????
- Sonni Karbifu : ????-????
- Sonni Mar-Fay-Kuli-Jimu : ????-????
- Sonni Mar-Arkana : ????-????
- Sonni Mar Arandan : ????-????
- Sonni Sulayman Dama Dandi : 1410-1440
- Sonni Silman Dandi : 1440-1464

## Dynastie Sonni
Indépendance envers l'empire du Mali, c'est le début de la période impériale et de l'Empire songhaï proprement dit.
- Sonni Ali Ber (1464-1492)
- Sonni Baro (1493)

## DynastieAskia
À partir de 1591, la défaite de Tondibi créa un vide au trône de Gao, tous les princes ayant naturellement fuit le pays, les successeurs des Askia se rétablissent à Sikié, près de Niamey. Les dirigeants ayant régné à Gao après 1591 sont choisis par l'envahisseur marocain et sont hors de la lignée des Askia.
- Askia Mohammed Touré le Grand : 1493-1528
- Askia Monzo Moussa : 1528-1531
- Askia Mohammed II Benkan : 1531-1537
- Askia Ismaïl Ier : 1537-1539
- Askia Ishaq Ier : 1539-1549
- Askia Dawud Ier : 1549-1582
- Askia Mohammed III el Hadj : 1582-1586
- Askia Mohammed IV Bano : 1586-1588
- Askia Ishaq II : 1588-1591
- Askia Mohammed V Gao : 1591
- Askia Sulayman : 1591-1604
- Askia Harun : 1604-1608

## Second Empire songhaï
Après l'éclatement de l'Empire et la soumission aux armées marocaines d'Ahmed al-Mansur Saadi, la capitale est transférée de Gao au Mali vers Loulami au Niger. Les empereurs portent le nom de Dendi.
- Askia Nuh Ier : 1591-1598
- Askia al-Mustafa : 1598-1599
- Askia Muhammad VI Surku Ilji : 1599-1604
- Askia Harun Dangatay : 1604-1612
- Askia al-Amin : 1612-1617
- Askia Dawud II : 1617-1635
- Askia Ismail II : 1635-1640
- Askia Muhammad VIII : ????-????
- Askia Dawud III : ????-????
- Askia Muhammad IX Bari : ????-????
- Askia Mar Shindin : ????-????
- Askia Nuh II : ????-????
- Askia Muhammad X al-Barak : ????-????
- Askia al-Hajj : ????-????
- Askia Ismail III : ????-????
- Askia Dawud IV : ????-1660
- Askai Ishaq III : 16??-???
- Asakia Al Hagg Hanza : 17??-???
- Askia Dawud V : ???-1761
- Askia Samsu Beri : 1761-1779
- Askia Hargani : 1779-1793
- Askia Fodi Mayrumfa : 1793
- Askia Samsu Keyna : 1793-1798
- Askia Fodi Mayrumfa : 1798-1805 (second règne)
- Askia Tomo : 1805-1823
- Askia Bassaru Missi Ize : 1823-1842
- Askia Bumi, appelé aussi Askia Kodama Komi : 1842-1845
- Askia Koyze Baba : 1845-1864
- Askia Koyze Baba Baki : 1864-1865
- Askia Wankoy : 1865-1868
- Askia Bigo Farma : 1868-1882
- Askia Dawud VI : 1882-1887
- Askia Malla : 1887-1901
- Conquête française : 1901